# Silmi-do
Silmi-do är en ö i Sydkorea.   Den ligger i provinsen Incheon, i den nordvästra delen av landet, 50 km väster om huvudstaden Seoul. Arean är 0,25 kvadratkilometer.
Terrängen på Silmi-do är platt. Den sträcker sig 1,1 kilometer i nord-sydlig riktning, och 0,8 kilometer i öst-västlig riktning.